# Robert Kahn (Germanist)
Robert Ludwig Kahn (geboren am 22. April 1923 in Nürnberg; gestorben am 22. März 1970 in Round Top, Texas) war ein deutsch-amerikanischer Lyriker und Germanist.

## Leben
Robert Kahn war der Sohn des Kaufmanns Gustav Kahn und der Beatrice Freudenthal, er hatte eine Schwester. Er besuchte die Schule in Nürnberg und Leipzig und von 1934 an die Carlebach-Schule in Leipzig. 1939 musste er Deutschland verlassen. Sein Vater war 1936 in das KZ Buchenwald verschleppt worden und bald nach der Rückkehr von dort gestorben. Seine Mutter konnte den 16-Jährigen mit einem Kindertransport nach England schicken, wo er kurz die Kendra Hall School in Croydon und das Westham Municipal College in London besuchte. Als die finanziellen Mittel dazu jedoch nicht mehr ausreichten, arbeitete Kahn in einer Gerberei. Bald nach Ausbruch des Zweiten Weltkriegs wurde Kahn dann wie viele andere jüdische Emigranten als Enemy alien auf der Isle of Man interniert und 1940 nach Kanada deportiert. 
Nach seiner Entlassung aus der Internierung studierte er an der Dalhousie University in Halifax und machte dort 1944 den B.A. und 1945 den M.A. in Philosophie und Geschichte. Von 1945 bis 1948 führte er seine Studien an der University of Toronto fort, wo er 1949 mit einer Arbeit über August von Kotzebue promovierte. Von 1948 bis 1961 unterrichtete er Germanistik an der University of Washington in Seattle. Nach einem durch ein Stipendium der Alexander von Humboldt-Stiftung finanzierten Aufenthalt in Marbach am Neckar folgte er 1962 einem Ruf an die Rice University in Houston, wo er 1963 Leiter der fremdsprachlichen Studien und 1964 bis zu seinem Tod Leiter der germanistischen Abteilung wurde.
Von den Auswirkungen der 1968er-Studentenunruhen auf dem Campus schwer belastet, nahm er sich 1970 das Leben.
Er war verheiratet mit der deutschen Emigrantin, Lyrikerin und Germanistin Lisa Kahn, die sein schmales lyrisches Werk (Tonlose Lieder) postum herausgab. Ein Zentrum seiner Lyrik bildete die Auseinandersetzung mit Nürnberg – sowohl Stadt seiner Kindheit und Herkunft als auch die „Stadt der Reichsparteitage“: teils in satirisch-elegischer Form, teils unter Rückgriff auf archaisierende Sprachformen. Sein Nürnberger Zyklus wurde 1968 vom Saarländischen Rundfunk übertragen.
Als Germanist beschäftigte sich Kahn hauptsächlich mit der Romantik und war Herausgeber von Georg Forsters Werken.

## Werke
- Kotzebue, his social and political attitudes. The dilemma of a popular dramatist in times of social change. Dissertation Toronto 1949.
- Tonlose Lieder. Gedichte. Bläschke, Darmstadt 1978, ISBN 3-87561-699-5.
- Tonlose Lieder. Teilnachdruck der Erstausgabe  mit einem Nachwort von Käte Hamburger. Hrsg. von Helmut Kreuzer. Univ.-Gesamthochsch. Siegen, Siegen 1986.